# یاسویوکی موری‌یاما
یاسویوکی موری‌یاما (به انگلیسی: Yasuyuki Moriyama) بازیکن فوتبال اهل ژاپن و عضو تیم ملی فوتبال ژاپن است که در تاریخ ۱۵ ژوئن ۱۹۹۷ میلادی اولین بازی ملی‌اش را انجام داد. او در ۱ بازی ملی حضور داشت و آخرین بازی ملی خود را در تاریخ ۱۵ ژوئن ۱۹۹۷ میلادی انجام داد. یاسویوکی موری‌یاما در بازی‌های ملی‌اش
گلی به ثمر نرساند.